# Joseph Czerny
Joseph Czerny (* 14. Juni 1785 in Hořín, Böhmen; † 22. September 1831 in Wien) war ein österreichischer Klavierpädagoge, Verleger und Komponist.

## Leben
Joseph Czerny unterrichtete als angesehener Klavierpädagoge in Wien. Zu seinen bekanntesten Schülern zählte die Komponistin und Pianistin Leopoldine Blahetka. Als Nachfolger von Carl Czerny, mit dem er nicht verwandt war, unterrichtete er auch Beethovens Neffen Karl. 1824 trat er in den Musikverlag Cappi & Co. ein und führte diesen von 1828 bis 1831.
Czerny schrieb neben anderen Klavierkompositionen auch eine Variation über einen Walzer von Anton Diabelli. Dieser hatte 1819 insgesamt 50 Komponisten zu je einer Variation über einen eigenen Walzer angeregt und die Variationenfolge 1824 unter dem Titel Vaterländischer Künstlerverein veröffentlicht. Ludwig van Beethoven verarbeitete dieses Thema in seinen Diabelli-Variationen op. 120.
Er lebte zuletzt am Graben Nr. 618, wo er am 22. September 1831 im Alter von 46 Jahren „an der Entkräftung“ verstarb. Die verschiedentlich zu findende Angabe, er sei erst am 7. Januar 1842 gestorben, ist offensichtlich falsch.